# Lambeosaurinae
Lambeosaurinae jsou podčeledí hadrosauridů (čeleď Hadrosauridae). Patří k velmi rozšířené čeledi ptakopánvých dinosaurů, tzv. kachnozobých dinosaurů. Žili ve svrchní křídě a hráli roli dominantních býložravců tohoto posledního období existence dinosaurů. Jejich pozůstatky jsou dnes známy z Asie i Severní Ameriky. Patří mezi ptakopánvé dinosaury (Ornithischia) a jejich předky byli dinosauři z příbuzenstva rodu Iguanodon.

## Systematika a popis
Čeleď Hadrosauridae se dělí do dvou podčeledí – Hadrosaurinae a Lambeosaurinae (kteří vykazují přítomnost hlavových útvarů jako hřebenů či trubic). Tyto duté útvary na hlavách měly zřejmě funkci účinného rezonančního orgánu pro zesílení vydávaných zvuků (přibližné znění tohoto "troubení" dokonce vědci v roce 1997 zrekonstruovali). Mohly však být zároveň také rozeznávacím znakem (měly signalizační funkci) nebo termoregulačním orgánem. Mezi nejnápadnější hřebeny patří například trubicovité útvary na hlavách zástupců rodů Parasaurolophus nebo Charonosaurus.
Největší zástupci této vývojové skupiny jako byl čínský rod Shantungosaurus nebo severoamerický rod Magnapaulia mohli dosahovat délky 12 až 17 metrů a hmotnosti přes 10 (možná však až 23) tun. Dinosauři z této skupiny patří mezi nejlépe dochované zkameněliny této skupiny živočichů vůbec. Tzv. "dinosauří mumie" patří právě hadrosauridům, především rodům Edmontosaurus a Brachylophosaurus (u jedinců známých jako "Leonardo" a "Dakota" z USA byly objeveny i obrysy vnitřních orgánů a svalstva). Dinosauři z této skupiny se v období pozdní křídy rozšířili jak v Severní Americe, tak i ve východní Asii.
Celé skupině propůjčil své jméno jeden z dobře známých kachnozobých dinosaurů, žijících na území současné kanadské Alberty a známý z ekosystémů geologického souvrství Dinosaur Park - rod Lambeosaurus, formálně popsaný v roce 1923.

## Systematické členění
Lambeosaurinní hadrosauridi se dnes dělí do dvou základních skupin (tribuí): Parasaurolophini a Corythosaurini (přičemž prioritu by měl mít termín Lambeosaurini).

## Geografie
Lambeosaurini byli značně rozšířenou skupinou ornitopodních dinosaurů, jejich zástupce známe z území několika kontinentů. Přítomnost lambeosaurinů byla potvrzena také ve velmi chladných podmínkách severní polární oblasti, jak dokládají jejich fosilie objevené na Aljašce (souvrství Prince Creek). Zároveň byli na konci křídového období přítomni také na pevnině Appalačie, tedy na území dnešního východu severoamerického kontinentu.
Nejdéle se tito hadrosauridi vyskytovali nejspíš na území východní Asie, kde poslední rody (jako byl obří Charonosaurus) přežívaly ještě na samotném konci křídy, asi před 70 až 66 miliony let. Jejich fosilie známe z území Číny a Dálného Východu na území Ruské federace.

## Zástupci podčeledi
- Adelolophus
- Amurosaurus?
- Angulomastacator?
- Arstanosaurus?
- Jaxartosaurus
- Kazaklambia
- Nanningosaurus
- Aralosaurini
  - Aralosaurus
  - Canardia
- Lambeosaurini
  - Amurosaurus?
  - Angulomastacator?
  - Arenysaurus?
  - Blasisaurus?
  - Adynomosaurus
  - Corythosaurus
  - Hypacrosaurus
  - Lambeosaurus
  - Magnapaulia
  - Nipponosaurus
  - Olorotitan
  - Sahaliyania
  - Stephanosaurus?
  - Velafrons
- Parasaurolophini (Arenysaurini)?
  - Ajnabia
  - Arenysaurus?
  - Blasisaurus?
  - Charonosaurus
  - Parasaurolophus
  - Tlatolophus
- Tsintaosaurini
  - Pararhabdodon
  - Tsintaosaurus